# Frankfurt (Main) Flughafen Fernbahnhof

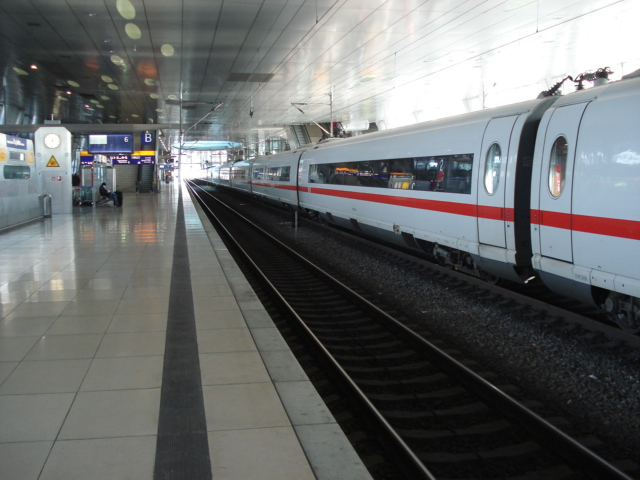
Een ICE in het station

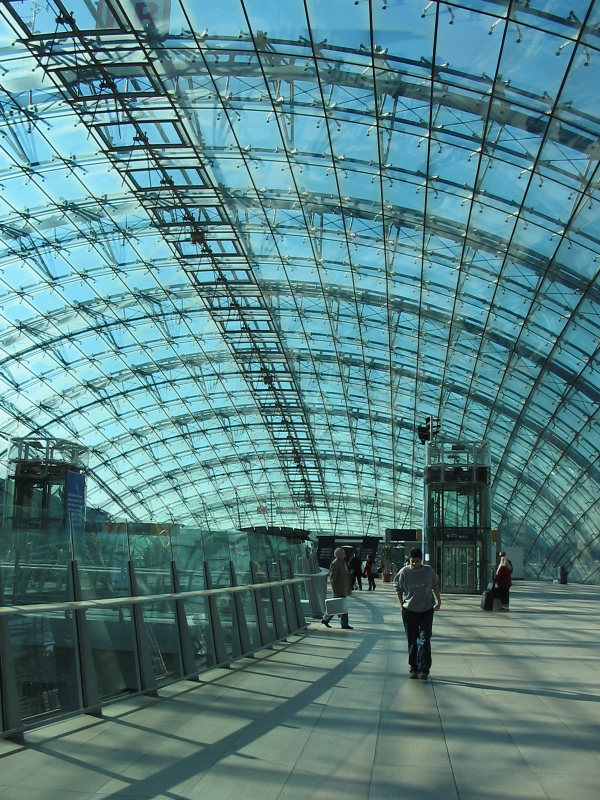
Luchthavenstation, begane grond

Frankfurt (Main) Flughafen Fernbahnhof (Nederlands: Langeafstandsstation Frankfurt am Main Luchthaven) is een spoorwegstation van de Duitse Spoorwegen in Frankfurt am Main, gelegen aan de luchthaven van Frankfurt. Het station werd geopend in 1999.
Het station wordt hoofdzakelijk bediend door de ICE, IC en EC-treinen.
Frankfurt Flughafen Fernbahnhof is een station voor veel nationale en internationale verbindingen. Amsterdam en Brussel kunnen worden bereikt in respectievelijk 3,5 en 2,75 uur met de ICE-trein. Het station ligt aan de hogesnelheidslijn Keulen - Frankfurt.
Een verbinding op de EuroNight en S-Bahn is te vinden op het nabijgelegen Regionalbahnhof.
Messe · Galluswarte · Hauptbahnhof · Taunusanlage · Hauptwache · Konstablerwache · Ostendstraße · Lokalbahnhof · Südbahnhof · Mühlberg · Westbahnhof · Flughafen Fernbahnhof · Flughafen Regionalbahnhof